# طارق بن شهاب
طارق بن شهاب ابن عبد شمس بن سلمة الأحمسي البجلي الكوفي من بطن أحمس بن الغوث من قبيلة بجيلة، هو صحابي جليل وله بكتب الصحاح 84 حديث شريف. رأى النبي محمد ﷺ  وغزا في خلافة أبي بكر غير مرة.

## نسبه
طارق بن شهاب: بن عبد شمس بن سلمة بن هلال بن عَوْف بن جُشَم بن عمرو بن لؤيّ بن رُهْم بن معاوية بن أسلم بن أحمس البجليّ، من بطن بنو رهم من بنو أحمس من قبيلة بجيلة الكهلانيه القحطانية

## روايته للحديث
وروى عن : أبي بكر، وعمر، وعثمان، وعلي بن أبي طالب وبلال، وخالد بن الوليد، وابن مسعود، ، وسلمان الفارسي، وحذيفة بن اليمان، وأبي موسى الأشعري، وأبو سعيد الخدري.
حدث عنه : قيس بن مسلم، وسماك بن حرب، وعلقمة بن مرثد، وسليمان بن ميسرة، وإسماعيل بن أبي خالد، ومخارق بن عبد الله، وطائفة.

## جهاده وسيرته
أدرك الجاهلية  ، يقول خير الدين الزركلي(في الأعلام) أن طارق بن شهاب بن عبد شمس بن سلمة البجلي الأحمسي، يكنى أبو عبد الله، وهومن الغزاة، وأدرك النبي ﷺ، وغزا في خلافة أبوبكر و عمر رضي الله عنهما ثلاثة وثلاثون غزوة، وسكن الكوفة.
رأى النبيّّ صَلَّى الله عليه وسلم وهو رجل. ويقال: إنه لم يسمع منه شيئًا، قال البغويّ: ونزل الكوفة، قال ابْنُ أَبِي حَاتِمٍ: سمعتُ أبي يقول: ليست له صحبة. والحديث الذي رواه مرسل، قلت: قد أدخلته في الوحدان؛ قال: لقوله: رأيتُ النبيّ صَلَّى الله عليه وسلم، قلت: إذا ثبت أنه لقي النّبي صَلَّى الله عليه وسلم فهو صحابيّ على الرّاجح، وإذا ثبت أنه لم يسمع منه فروَايته عنه مرسل صحابيّ، وهو مقبول على الرّاجح.
وقد أخرج له النِّسَائِيُّ عدّةَ أحاديث، وذلك مصير منه إلى إثبات صحبته. وأخرج له أَبُو دَاوُدَ حديثًا واحدًا.

### قدومه للنبي صلى الله عليه وسلم
قال أَبُو دَاوُدَ الطّيَالِسيُّ في الإسناد لحديث ابن شهاب : وهذا إسناد صحيح؛ وبهذا الإسناد قال: قدم وَفْدُ بَجِيلَة على النّبي صَلَّى الله عليه وسلم فقال: «ابدؤوا بِالأحْمَسييّن» والاحمسيين بطن كبير من قبيلة بجيلة وهم بنو أحمس بن الغوث بن أنمار، ودعا لهم.
و يذكر كتاب تاريخ الخلفاء للسيوطي أنه توفي في زمن عبد الملك بن مروان  
قال قيس بن مسلم : سمعته يقول : رأيت رسول الله - ﷺ - وغزوت في خلافة أبي بكر وعمر بضعا وثلاثين. أو قال : بضعا وأربعين، من بين غزوة وسرية.
قلت : ومع كثرة جهاده كان معدودا من العلماء.

## وفاته
مات في سنة ثلاث وثمانين وقيل : بل توفي سنة اثنتين وثمانين فأما ما رواه أحمد بن أبي خيثمة عن يحيى بن معين ؛ من أنه مات في سنة ثلاث وعشرين ومائة فخطأ بين، أو سبق قلم .
و يذكر كتاب تاريخ الخلفاء للسيوطي أنه توفي في زمن عبد الملك بن مروان

## وصلات خارجية
- كتاب تاريخ الخلفاء
- موقع إسلام ويب
- موقع فهرس.نت[وصلة مكسورة]